# Rutzendorfer Mühle
Rutzendorfer Mühle (im 19. Jahrhundert auch Rutzenmühle genannt) ist eine dem Gemeindeteil Rutzendorf zugehörige Mühle der Gemeinde Sachsen bei Ansbach im Landkreis Ansbach in Mittelfranken. Rutzendorfer Mühle liegt in der Gemarkung Volkersdorf.

## Geographie
Die Einöde liegt an der Fränkischen Rezat. Ein Anliegerweg führt 130 Meter östlich zu einer Gemeindeverbindungsstraße, die zur Staatsstraße 2223 (0,2 km nördlich) bzw. nach Rutzendorf verläuft (0,3 km südlich).

## Geschichte
Die Mühle gehörte seit jeher zu Rutzendorf. Im Jahre 1515 wurde Hans Rutzenmüller als Eigentümer der Mühle genannt. Infolge des Dreißigjährigen Kriegs brannte die Rutzenmühle ab. 1636 wurde sie von Hans Apel wieder aufgebaut. Ein weiterer Brand ereignete sich zu Beginn des 19. Jahrhunderts. Im Jahre 1803 wurde sie wieder aufgebaut. Ursprünglich war sie eine Getreidemühle mit angeschlossenem Sägewerk, heute wird sie zur Stromerzeugung genutzt.
Gegen Ende des 18. Jahrhunderts bestand die Rutzendorfer Mühle ein Anwesen. Das Hochgericht und die Grundherrschaft übte das Pflegamt Lichtenau aus. Bei der Vergabe der Hausnummern Anfang des 19. Jahrhunderts bekam das Anwesen die Nr. 1 und 2 des Ortes Rutzendorf.
Im Rahmen des Gemeindeedikts wurde Rutzendorfer Mühle dem 1808 gebildeten Steuerdistrikt Sachsen und der 1810 gegründeten Ruralgemeinde Sachsen zugeordnet. Mit dem Zweiten Gemeindeedikt (1818) wurde sie in die neu gebildete Ruralgemeinde Volkersdorf umgemeindet. Nach 1888 wird die Rutzenmühle in den amtlichen Verzeichnissen nicht mehr aufgelistet. Am 1. April 1971, also noch vor der Gebietsreform in Bayern, erfolgte die Eingemeindung nach Sachsen.

### Baudenkmäler
- Haus Nr. 1 (ehemalige Wassermühle): zweigeschossiger Bau mit dreigeschossigem Giebel; geohrtes Portal mit geradem Sturz und Wappen bezeichnet „1803“. An der Nordostecke Inschrift und Maske (Eckpfahl von 1517).[11][12]
- Zugehöriges Nebengebäude[12]
- Brücke[12]

### Einwohnerentwicklung
| Jahr      | 001836 | 001840 | 001861 | 001871 | 001885 |
| Einwohner | 7      | 6      | 8      | 7      | 9      |
| Häuser    | 2      | 2      |        |        | 2      |
| Quelle    | [ 14 ] | [ 15 ] | [ 1 ]  | [ 2 ]  | [ 16 ] |

## Religion
Der Ort ist seit der Reformation evangelisch-lutherisch geprägt und nach St. Alban (Sachsen bei Ansbach) gepfarrt. Die Einwohner römisch-katholischer Konfession waren ursprünglich nach Unsere Liebe Frau (Heilsbronn) gepfarrt, heute ist die Pfarrei St. Johannes (Lichtenau) zuständig.